# Gáshólmur
Gáshólmur je malý ostrov, který se nachází na jih od fjordu Sørvágsfjørður na Faerských ostrovech. Ostrůvek je neobydlený, žijí na něm pouze mořští ptáci a berani, kteří jsou zde každý rok umisťováni místními ze Sørváguru. Má rozlohu 10 ha a nejvyšší bod je ve výšce 65 m. Na východ od ostrova se nachází ostrov Tindhólmur.